# 이웅희 (1988년)
이웅희(1988년 7월 18일 ~ )는 대한민국의 축구 선수이며 포지션은 오른쪽 풀백과 센터백을 겸하고 있다.

## 클럽 경력
유성생명과학고등학교와 배재대학교를 졸업하고 2011 시즌을 앞두고 열린 드래프트를 통해 대전 시티즌에 입단하였다. 번외 지명으로 입단한 선수임에도 데뷔 시즌 오른쪽 풀백으로 리그 13경기에 출전하여 1골을 기록하였다. 조진호 감독이 대전이 감독으로 부임한 후엔 조진호 감독의 지시로 중앙 수비수로 포지션을 변경하여 풀백과 센터백을 오가며 꾸준히 주전으로 활약하였다. 대전에서의 이러한 활약을 바탕으로 2014 시즌을 앞두고 이광진과 트레이드로 FC 서울에 입단하였다.
서울에서의 첫 시즌 초반에는 주로 대기 명단에 이름을 올렸으나 7월 경부터 본격적으로 주전 자리를 꿰찼고 FC 서울 3백 수비의 한 축을 담당하게 되었다.
2015 시즌 종료 후 군 복무를 위해 상주 상무에 입단하였다.
2020년 3월 2일 대전 하나 시티즌 입단이 발표되었으며 7년 만에 대전으로 복귀했다.
2021년 시즌을 마치고 팀을 떠나게 되었다.
2022년 3월, 강원 FC로 이적하였다.

## 국가대표팀 경력
2015 동아시안컵에 참가하는 대한민국 대표팀 예비엔트리에 뽑혔으나 최종명단에 들지 못하였다.